# POISON WHISKEY
『POISON WHISKEY』（ポイズン・ウイスキー）は、LANCE OF THRILLの2枚目のアルバム。

## 内容
日本コロムビアから唯一、リリースした事実上のラスト・アルバムは戸城憲夫が全曲の作曲を担当し、作詞はBOB DYER以外の作家を起用した。アルバムタイトルの由来はレーナード・スキナードの1枚目アルバム「レーナード・スキナード」の収録曲から。

## 批評
CDジャーナルは前作の「THRILL SHOW」に近い批評だけではなく、「ノリと勢いで一気に聴ける」とも評している。

## 収録曲
全曲　作曲：戸城憲夫　編曲：LANCE OF THRILL
1. HERE IN MY MIND
作詞：Tim Jensen
2. Delution
作詞：BOB DYER
3. RECRUIT
作詞：BOB DYER
4. DON'T SHIT ON ME
作詞：Tim Jensen
5. Queen of Fake
作詞：Tim Jensen・柴野博高
6. SO TIRED
作詞：BOB DYER
7. Sunday Morning Pyromanic
8. THE PROMINENCE
作詞：柴野博高
9. HIPPOS ARE BIOILED
作詞：柴野博高
10. JUST BE HAPPY
作詞：BOB DYER
11. Slavery Into Place
作詞：BOB DYER
12. POISON WHISKEY
13. I AM WALKING
作詞：Tim Jensen
14. HIBERNATION
作詞：Tim Jensen・柴野博高

## レコーディング参加
- 土橋総一郎（ボーカル）
- 横関敦（ギター）
- 戸城憲夫（ベース）
- 新見俊宏（ドラム、パーカッション）
  - 佐藤達哉（キーボード）
  - Tim Jensen（コーラス）